# Ritzville
Ritzville és una població dels Estats Units a l'estat de Washington. Segons el cens del 2000 tenia 1.736 habitants.

## Demografia
Segons el cens del 2000, Ritzville tenia 1.736 habitants, 777 habitatges, i 470 famílies. La densitat de població era de 519,6 habitants per km².
Dels 777 habitatges en un 24,1% hi vivien nens de menys de 18 anys, en un 48,5% hi vivien parelles casades, en un 8,9% dones solteres, i en un 39,4% no eren unitats familiars. En el 36,4% dels habitatges hi vivien persones soles el 17,6% de les quals corresponia a persones de 65 anys o més que vivien soles. El nombre mitjà de persones vivint en cada habitatge era de 2,15 i el nombre mitjà de persones que vivien en cada família era de 2,75.
Per edats la població es repartia de la següent manera: un 21,7% tenia menys de 18 anys, un 5,1% entre 18 i 24, un 21,8% entre 25 i 44, un 26,3% de 45 a 60 i un 25,1% 65 anys o més.
L'edat mediana era de 46 anys. Per cada 100 dones de 18 o més anys hi havia 86,3 homes.
La renda mediana per habitatge era de 32.560 $ i la renda mediana per família de 40.240 $. Els homes tenien una renda mediana de 32.500 $ mentre que les dones 21.083 $. La renda per capita de la població era de 18.308 $. Aproximadament el 8,4% de les famílies i el 14,3% de la població estaven per davall del llindar de pobresa.

## Poblacions més properes
El següent diagrama mostra les poblacions més properes.